# Снукерный сезон 1999/2000
Снукерный сезон 1999/2000 — серия профессиональных снукерных турниров с 1999 по 2000 год. Ниже представлена таблица с полным расписанием соревнований.

## Результаты
| Дата                    | Турнир                       | Место проведения | Победитель       | Финалист         | Счёт  |
| Август                  | Millennium Cup               | Гонконг          | Стивен Ли        | Ронни О'Салливан | 7:2   |
| 28 августа — 5 сентября | Кубок Чемпионов              | Кройдон          | Стивен Хендри    | Марк Уильямс     | 7:5   |
| 8 — 19 сентября         | British Open                 | Плимут           | Стивен Хендри    | Питер Эбдон      | 9:5   |
| 28 сентября — 3 октября | Scottish Masters             | Мазервелл        | Мэттью Стивенс   | Джон Хиггинс     | 9:7   |
| 11 — 24 октября         | Гран-при                     | Престон          | Джон Хиггинс     | Марк Уильямс     | 9:8   |
| 30 октября — 10 ноября  | Benson & Hedges Championship | Англия           | Алистер Картер   | Саймон Бедфорд   | 9:4   |
| 13 — 28 ноября          | Чемпионат Великобритании     | Борнмут          | Марк Уильямс     | Мэттью Стивенс   | 10:8  |
| 11 — 19 декабря         | China International          | Шанхай           | Ронни О'Салливан | Стивен Ли        | 9:2   |
| 15 — 23 января          | Кубок Наций                  | Рединг           | Англия           | Уэльс            | 6:4   |
| 24 — 30 января          | Открытый чемпионат Уэльса    | Кардифф          | Джон Хиггинс     | Стивен Ли        | 9:8   |
| 6 — 13 февраля          | Мастерс                      | Лондон           | Мэттью Стивенс   | Кен Доэрти       | 10:8  |
| 20 — 27 февраля         | Malta Grand Prix             | Мальта           | Кен Доэрти       | Марк Уильямс     | 9:3   |
| 3 — 11 марта            | Thailand Masters             | Бангкок          | Марк Уильямс     | Стивен Хендри    | 9:5   |
| 21 — 26 марта           | Irish Masters                | Килдэр           | Джон Хиггинс     | Стивен Хендри    | 9:4   |
| 28 марта — 9 апреля     | Scottish Open                | Абердин          | Ронни О'Салливан | Марк Уильямс     | 9:1   |
| 15 апреля — 1 мая       | Чемпионат мира               | Шеффилд          | Марк Уильямс     | Мэттью Стивенс   | 18:16 |
| Весь сезон              | Премьер-лига                 | Саутенд-он-Си    | Стивен Хендри    | Марк Уильямс     | 9:5   |

## См.также
- Официальный рейтинг снукеристов на сезон 1999/2000